# Jean Servais Guillaume Nypels
Jean Servais Guillaume Nypels, född 3 juli 1803 i Maastricht, död 3 mars 1886 i Liège, var en belgisk jurist.
Nypels blev 1835 extra ordinarie professor i civilprocessrätt och rättshistoria i Liège och 1839 ordinarie professor i kriminalrätt där. År 1848 insattes han i en lagkommission, som på grundval av den dittills i Belgien gällande franska "code pénal" utarbetade 1867 års belgiska strafflag, och utgav Le code pénal beige, interprété principalement au point de vue pratique (tre delar, 1867–84). Dessförinnan hade han publicerat Le droit pénal francais progressif et comparéy code de 1810 et lois modificatives (1863), vartill han fogat en katalog på de bästa skrifter, som berör kriminalrätten och processen i brottmål, med titeln Bibliothéque choisie du droit criminel.